# Komitat Tolna
Komitat Tolna (węg. Tolna vármegye) – komitat w środkowych Węgrzech.
Komitat Tolna leży na Wysoczyznach Zadunajskich. Części zachodnia i środkowa są pagórkowate (wzgórza Somogy i Tolna). Część zachodnia, przyległa do Dunaju, jest płaska. Do północnego krańca tego pasa należy południowo-wschodni skraj równiny Mezőföld, zaś do południowego – bagna Sárköz. Głównymi rzekami komitatu są Dunaj i jego dopływy Sió, Sárvíz, Kapos i Koppány.
Komitat Tolna istnieje od XI wieku w mniej więcej tych samych granicach.

## Podział administracyjny
Komitat dzieli się na 5 powiatów:
- Bonyhád
- Dombóvár
- Paks
- Szekszárd
- Tamási

### Miasta komitatu
Miasta komitatu (liczba ludności według spisu z 2001):
- Szekszárd: 36 229
- Paks: 20 855
- Dombóvár: 20 852
- Bonyhád: 14 375
- Tolna: 12 112
- Tamási: 9775
- Dunaföldvár: 9145
- Bátaszék: 6913
- Simontornya: 4576